# Lothar Franz von Schönborn
Lothar Franz von Schönborn ou Lothaire-François de Schönborn, né, le 4 octobre 1655 à Steinheim sur le Main (aujourd'hui faubourg de Hanau), décédé le 30 janvier 1729 à Mayence, est archevêque et prince-électeur de Mayence. Il s'impose au cours de son règne comme le chef du Cercle électoral du Rhin et est l'auxiliaire indéfectible des Habsbourg face à la France.

## Biographie

### Élection à Mayence
Lothaire-François est le neveu de l'archevêque de Mayence, Jean-Philippe. Chanoine de Wurtzbourg, de Bamberg et de Mayence, il est élevé sur le trône épiscopal de Bamberg le 16 novembre 1693, fait ensuite coadjuteur de Mayence. Le 3 septembre 1694, il devient le successeur de l'archevêque Anselme-François à Mayence, où il fait son entrée solennelle le 30 avril 1695. Mais il n'est intronisé que le 2 mai suivant, et sacré qu'au commencement de novembre de la même année.

### Défenseur des privilèges du cercle électoral du Rhin
Continuateur de Nicolaus Serarius, qui écrit du vivant de ce prélat, rapporte les événements suivants : un étranger de condition obscure, nommé Jacques de Boville, ayant été pourvu chanoine de la cathédrale de Worms par le pape Innocent XII, le chapitre refuse de l'admettre jusqu'à ce qu'il ait fait preuve de sa noblesse d'extraction, conformément aux statuts. Boville, hors d'état de satisfaire à cette condition, en appelle au pape. L'auditeur Bonicusa lui donne gain de cause, avec injonction au chapitre de Worms de le recevoir sous peine d'interdiction. L'électeur de Mayence, en qualité de métropolitain, prend le parti du chapitre de Worms et écrit, le 10 juillet 1699, une lettre au pape, pour le prier de casser la sentence de l'auditeur, et de laisser aux hauts-chapitres d'Allemagne le privilège de n'admettre parmi eux que des nobles et des Allemands. La lettre fait son effet et Boville est obligé de se désister. À partir de 1700 il crée sur le terrain des jardins de l’abbé et de la maison religieuse du collégiale bénédictine Saint-Alban-de-Mayence un jardin en terrasse avec des motifs baroques et la folie « La Favorite ».

### Soutien militaire aux Habsbourg
En 1700, Lothaire-François, voyant la guerre prête à se renouveler entre la France et l'Allemagne, fait ajouter des nouvelles fortifications à la ville d'Erfurt pour mettre le pays à l'abri d'une invasion. Ce qu'il a prévu arrive : l'élévation de Philippe de Bourbon, petit-fils de Louis XIV, sur le trône d'Espagne, déclenche une guerre de succession entre la France et l'Autriche. L'électeur de Mayence, attaché aux Habsbourg, fait tout pour augmenter le nombre de ses partisans. Ayant convoqué les états du cercle électoral du Rhin à Heilbronn, il les engage à se confédérer pour le service de l'empereur et de l'archiduc Charles, son fils, compétiteur de Philippe de Bourbon. Il sollicite, par ses députés, les cercle de Souabe et de Franconie d'embrasser les mêmes intérêts. Il agit dans les mêmes vues auprès de l'électeur de Bavière. Le Roi des Romains ayant entrepris, en 1702, le siège de la forteresse de Landau, l'archevêque Lothaire-François lui envoie un corps de troupes, et fait passer dans son camp des vivres et de la poudre. Landau est rendu le 10 septembre de la même année. Élisabeth-Christine de Brunswick-Wolfenbüttel, destinée à être l'épouse de Charles, archiduc d'Autriche, ayant embrassé la religion catholique, c'est l'archevêque de Mayence qui reçoit, le 1er mai 1707, son abjuration dans la cathédrale de Bamberg, et en conséquence la réconcilie solennellement avec l'église. Lothaire-François fait le 5 novembre 1710 de François-Louis son coadjuteur.
La mort de l'empereur Joseph, arrivée le 17 avril 1711, donne occasion à l'archevêque Lothaire-François de déployer ses talents pendant l'interrègne de six mois qui suit cet événement. En sa qualité d'archichancelier, il convoque la diète électorale, mais n'adresse sa lettre de convocation ni à l'électeur de Cologne, ni à celui de Bavière, parce que l'un et l'autre ont été mis au ban de l'empire. L'un et l'autre font leur protestation contre l'élection future. La diète s'ouvre, le 25 août, à Francfort. L'électeur de Mayence y signale derechef son zèle pour la maison d'Autriche : après avoir engagé la diète à rejeter les protestations des deux électeurs bannis, il insiste pour que la couronne impériale revienne à la maison princière qui en est en possession depuis trois siècles.
« L'empire, disait-il, est une belle épouse sans dot, et dont l'entretien exige de grandes dépenses, et il n'y a que la maison d'Autriche qui soit en état, par ses grands revenus, de soutenir une si grande dépense. »
Sur ses représentations, tous les suffrages pour l'empire se réunissent en faveur de l'archiduc Charles, qui est pour lors en Espagne, occupé à disputer le trône de cette monarchie à Philippe V. L'élection se fait le 12 octobre, et l'électeur de Mayence couronne Charles le 23 décembre suivant.

### Fin du conflit avec la France
Lors des conférences préliminaires de Gertruidenberg (près d'Utrecht), en 1712, l'électeur de Mayence se montre plus ardent que jamais pour souffler l'esprit de guerre sur le cercle électoral du Rhin ; il renforce d'ailleurs les fortifications de Mayence. Mais le succès ne répond pas à son attente, et il a la douleur de voir la France se redresser jusqu'à la paix de Rastatt, conclue le 6 mars 1714. À compter de cette date, il ne s'occupe plus que du soin de son diocèse. En 1721, il fonde à Mayence un hôpital, dont il pose la première pierre le 15 novembre, et qu'il dote libéralement. Cette ville lui est redevable de plusieurs embellissements. Il meurt le 30 janvier 1729, à l'âge de 74 ans. Il est enterré à la chapelle Schönborn de Wurtzbourg.